# Валова, Анастасия Владимировна
Анастасия Владимировна Валова (род. 25 октября 1990, РСФСР) — российская самбистка и дзюдоистка, призёр первенств России по дзюдо среди кадетов и юниоров, чемпионка и призёр чемпионатов России, Европы и мира по самбо, обладательница Кубка мира по самбо, Заслуженный мастер спорта России. Выступала в лёгкой (до 56 кг) и полусредней (до 60 кг) весовых категориях. Её наставниками были А. В. Ватутина и А. Л. Сабуров.

## Спортивные результаты
- Чемпионат России по самбо среди женщин 2012 года — ;
- Летняя Универсиада 2013 года — 5 место;
- Чемпионат России по самбо среди женщин 2014 года — ;
- Чемпионат России по самбо 2015 года — ;
- Чемпионат России по самбо 2016 года — ;
- Чемпионат России по самбо 2017 года — ;
- Чемпионат России по самбо 2018 года — ;
- Чемпионат России по самбо 2019 года — ;
- Чемпионат России по самбо 2020 года — ;